# Gulovics Andor
dr. Gulovics Andor (Irota, 1910. szeptember 18. – Kazincbarcika, 1980. szeptember 28.) kancellár, konzultor, főesperes, bírósági helynök, püspöki tanácsos, múcsonyi parókus.

## Élete
1934. december 16-án Miskolcon Papp Antal érsek szentelte pappá. 1934-37 között múcsonyi segéd-lelkész, majd a →miskolci apostoli kormányzóság irodájában fogalmazó, levéltáros és szentszéki jegyző. 1940-ben teológiai doktorrá avatták, majd püspöki tanácsos, 1943-tól haláláig múcsonyi parókus. Közben 1946-ban egyházmegyei konzultor, Actio Catholica egyházmegyei szervezetének igazgatója., 1951-ben bírósági helynök, kerületi esperes., 1960-ban zsinati vizsgáztató, 1966-ban a Liturgikus Bizottság tagja lett, 1967-től főesperes, 1972-től kancellár. 
Tudósításai, könyvismertetései, fordításai és tanulmányai a Keleti Egyházban jelentek meg. (1940. XII: A békesség gondolata a gör. liturgiában; 1941. I: Egység és a Keleti egyházak; XII: A Budapesti Katolikus Nagygyűlés uniós feladatai; 1943. VII: Eucharisztia - tiszteletének alapgondolatai. Előadás az egri Keleti napon. 1943. V. 6.). - M: A papi méltóságról. Aranyszájú Szt János: A papságról. Továbbá Szent Ambrus: Az egyházi férfiak kötelességei. Szemelvények. Ford. Meggyes Edével. Budapest, 1944. (Keresztény remekírók 4.)

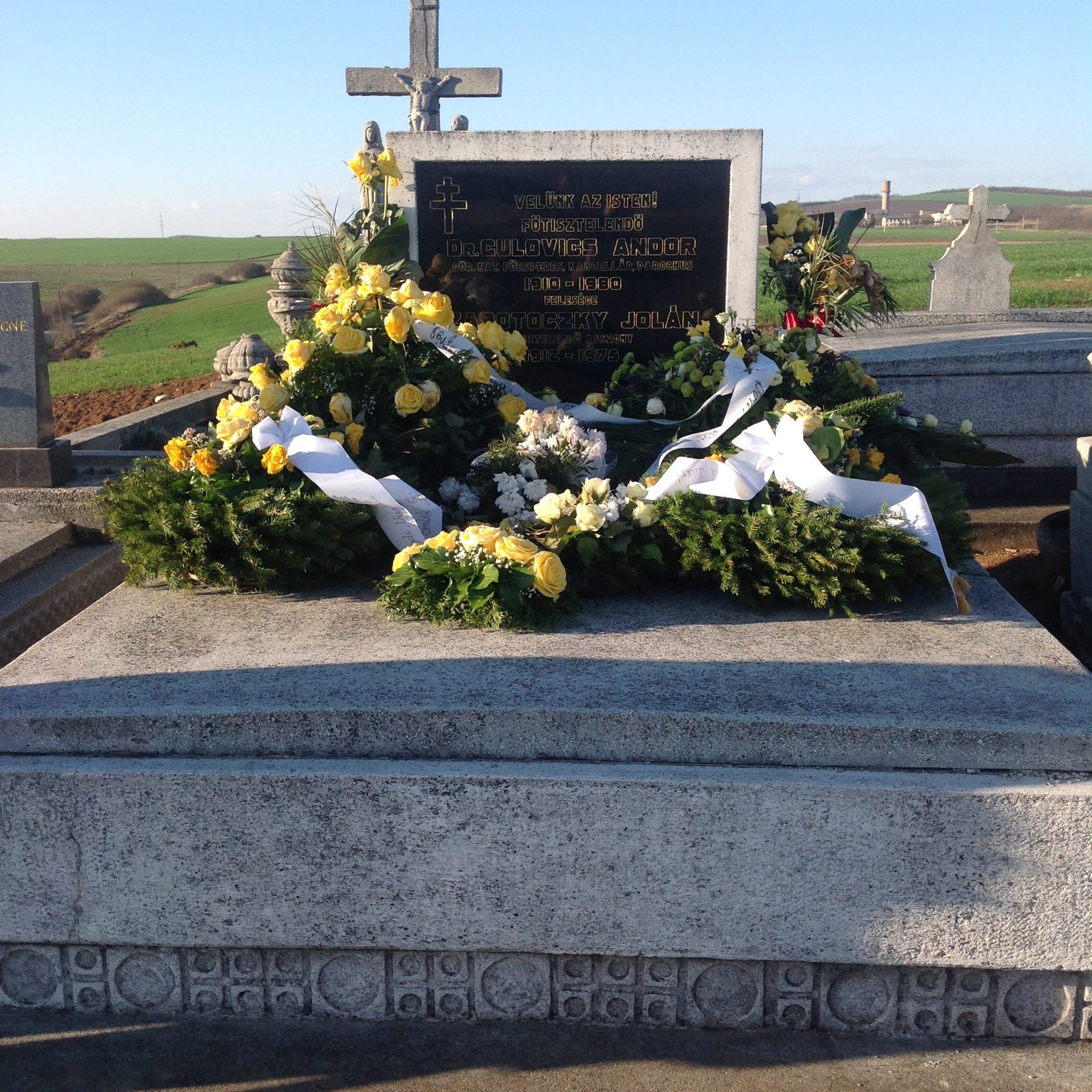
Dr. Gulovics Andor sírja

Kazincbarcikán, 1980. szeptember 28-án érte a halál, Múcsonyban helyezték örök nyugalomra.